# Uruguay en el Festival de la OTI
Uruguay es de los países pioneros del Gran Premio de la Canción Iberoamericana al participar en su primera edición celebrada en Madrid en 1972. Sin gran éxito en el festival, obtuvo su mejor puesto (5° lugar) en 1988 gracias a la canción Secreto enamorado, defendida por Daniel Mantero. Uruguay falló en dos ocasiones a la cita con el festival (1984 y 2000) y nunca fue designado como organizador del festival. Sin embargo, hay que reseñar que Eduardo Fabiani (miembro del trío ganador del Festival OTI 1986 en representación de Estados Unidos) era de nacionalidad uruguaya.

## Participaciones de Uruguay en el Festival de la OTI
| Año  | Sede             | Artista                          | Canción                  | Director orquesta | Lugar | Pts |
| ---- | ---------------- | -------------------------------- | ------------------------ | ----------------- | ----- | --- |
| 1998 | San José         | María Elisa                      | Razones                  | Julio Frade       | F     |     |
| 1997 | Lima             | Javier Fernández                 | Sin tu amor              | Julio Frade       | SF    |     |
| 1996 | Quito            | Los Iracundos                    | Quiero estrenar          | Julio Frade       |       |     |
| 1995 | San Bernardino   | Pájaro Canzani                   | Un mundo mejor           | Julio Frade       |       |     |
| 1994 | Valencia         | Laura Canoura                    | Tus sentidos             | Julio Frade       | SF    |     |
| 1993 | Valencia         | Pablo Estramin                   | Si eres árbol caído      |                   |       |     |
| 1992 | Valencia         | Gustavo Nocetti y Tango Uruguayo | Llegaste a mi            |                   |       |     |
| 1991 | Acapulco         | Daniel Mantero                   | Salvaje                  | Julio Frade       | SF    |     |
| 1990 | Las Vegas        | Mario Echeverría                 | Sin promesas             | Julio Frade       |       |     |
| 1989 | Miami            | Eduardo Fabián                   | Gracias                  | Julio Frade       |       |     |
| 1988 | Buenos Aires     | Daniel Mantero                   | Secreto Enamorado        | Julio Frade       | 5     | 14  |
| 1987 | Lisboa           | Fabricio                         | Volvamos a empezar       | Julio Frade       |       |     |
| 1986 | Santiago         | Miguel Ángel Montiel             | Somos valientes          |                   |       |     |
| 1985 | Sevilla          | Nelson Candia                    | Siempre más              | Julio Frade       |       |     |
| 1983 | Washington D.C   | Mario Echeverría                 | Historia del buen ladrón | Julio Prado       | 18    | 40  |
| 1982 | Lima             | Ana María Pascual                | Hermandad                |                   | 12    | 14  |
| 1981 | Ciudad de México | Ariel Cora                       | Olvidemos recordando     |                   | 19    | 4   |
| 1980 | Buenos Aires     | Juca Sheppard                    | Te lo quedé debiendo     |                   | 19    | 4   |
| 1979 | Caracas          | Dolores                          | Vamos a dar amor         | Julio Frade       | 16    | 4   |
| 1978 | Santiago         | Horacio Paterno                  | Canta guitarra, canta    | Julio Frade       | 13    | 3   |
| 1977 | Madrid           | Miguel Bobbio                    | Quiero vivir             | Julio Frade       | 11    | 2   |
| 1976 | Acapulco         | Ronald                           | Otra vez cantaré         |                   | 6     | 7   |
| 1975 | San Juan         | Ricardo Montaña                  | Quiero nacer             | Julio Frade       | 10    | 3   |
| 1974 | Acapulco         | María Elisa                      | La montaña de la vida    | Chucho Ferrer     | 7     | 4   |
| 1973 | Belo Horizonte   | Aldo                             | El mundo es un corazón   | Ivan Paulo        | 8     | 4   |
| 1972 | Madrid           | Ronayr Franco                    | Busco mi destino         | Augusto Algueró   | 9     | 3   |